# Episkopi Cantonment
Episkopi Cantonment este capitala teritoriului britanic de peste mări Akrotiri și Dhekelia, teritoriu ce este aflat pe insula Cipru și administrat ca o bază teritorială suverană. 
Orașul este situată în mijlocul bazei militare „Western Sovereign Area”, care este una dintre cele două zone ce cuprind teritoriul respectiv. Deși nu este printre cele mai mare baze militare britanice de pe insulă, acesta este, totuși, centrul logistic, atât al administrației civile, cât și militar din Akrotiri și Dhekelia.